# Filmning

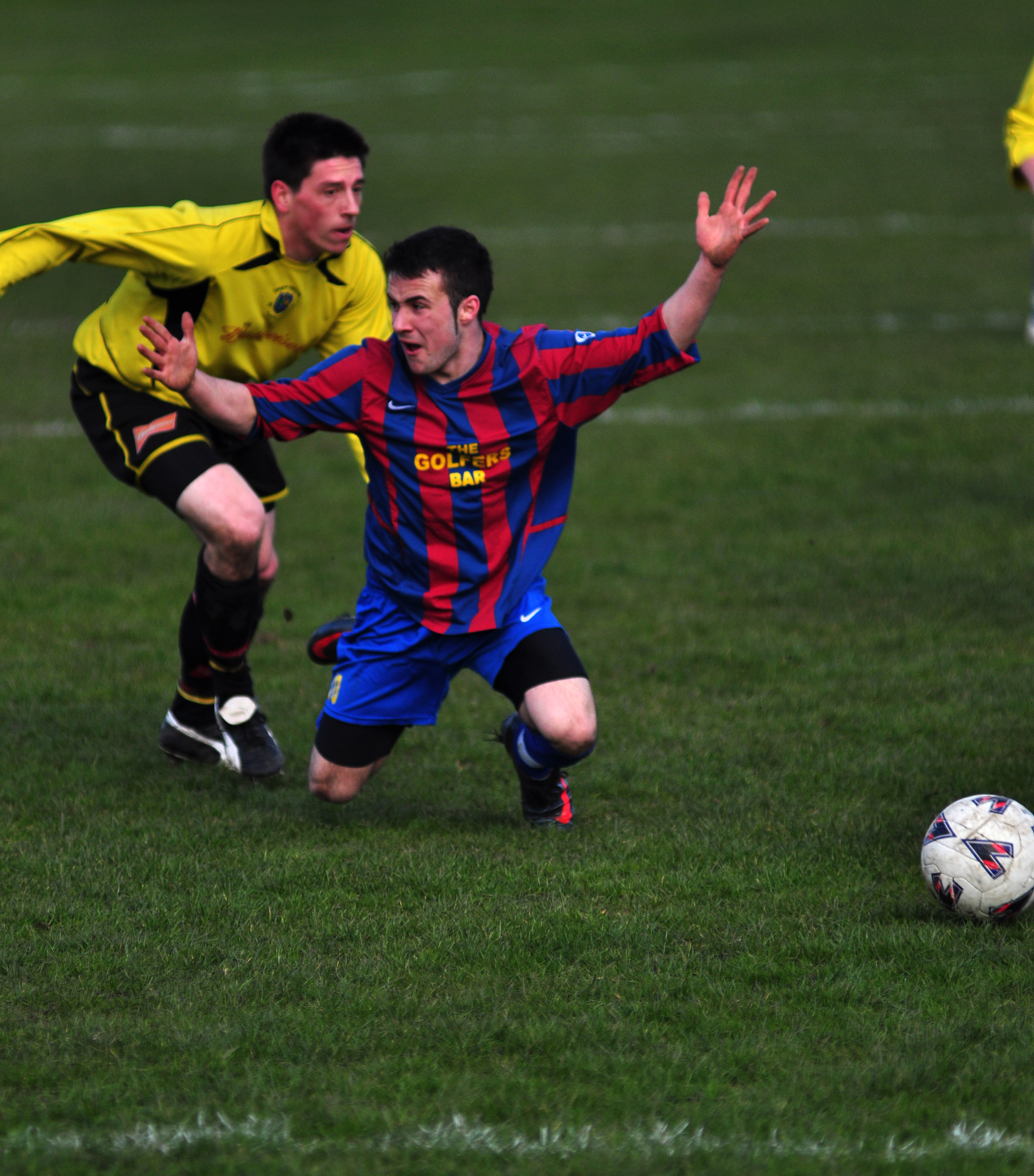
Typiskt för filmning är utsträckta armar och ögonkontakt med domaren.

En filmning är en manöver i idrott där en tävlande avsiktligt simulerar ett fall, smärta eller liknande, för att förleda domaren till ett fördelaktigt domslut. Den kan framställa korrekt agerande från motståndaren som regelbrott, eller ett verkligt regelbrott som svårare än i verkligheten. Filmningar är framför allt vanligt inom fotboll.
Syftet med filmning är oftast att spelaren eller laget ska tilldömas en obefogad fördel och/eller att motståndarna skall få ett obefogat straff. Den som filmar kan själv bli straffas om domaren upptäcker det, exempelvis genom att bli varnad. I ishockey blir spelaren istället utvisad två spelminuter för diving ("dykning"). En spelare som bedöms filma kan efteråt bli dömd av disciplinnämnden till böter eller andra straff.

### Fotnoter
1. ↑  ”Spelregler för fotboll”. Svenska fotbollförbundet. 1 november 2003. Arkiverad från originalet den 15 juni 2016. https://web.archive.org/web/20160615133248/http://www.svenskfotboll.se/files/%7BB9712903-FEA0-4DBC-9936-9FEC148905F4%7D.pdf. Läst 29 juli 2016.